# OpenBSD
OpenBSD är ett fritt operativsystem som bygger på BSD från Berkeleys universitet. Projektet startade som en förgrening av NetBSD 1995, av Theo de Raadt som också startade projektet OpenSSH. OpenBSD-projektet är känt för att driva kampen för fri mjukvara och har flera gånger uttalat sig negativt när andra projekt har tagit in kod som inte ansetts fri.

## Historia
I december 1994 hamnade medgrundaren av NetBSD, Theo De Raadt, i bråk med de andra grundarna och blev ombedd att lämna kärngruppen för NetBSD. Hans tillgång till kodbasen drogs tillbaka. Anledningen till detta är inte helt klarlagd, men det har spekulerats om att det var Theos temperament och beteende gentemot andra utvecklare och användare som gjorde att han blev ombedd att lämna projektet. Theo själv säger att han gjorde allt han kunde för att inte skapa en utbrytare från NetBSD men inte lyckades.
Theo De Raadt startade i december 1995 OpenBSD med utgångspunkt från NetBSD 1.0. Första versionen av OpenBSD släpptes i juli 1996 och var då OpenBSD 1.2.
25 juli 2007 tillkännagav Bob Beck skapandet av OpenBSD Foundation, en kanadensisk ideell organisation som skall verka för att stödja OpenBSD.

## Logo och maskot
OpenBSDs maskot kallas Puffy och är en blåsfisk. Man valde blåsfisken som maskot, dels på grund av att den krypteringsalgoritm som används i OpenSSH kallas Blowfish, dels eftersom blåsfiskens försvarsmekanismer associerar till säkerhet. Puffy dök upp första gången i OpenBSD 2.6.

## Finansiering
Eftersom OpenBSD är ett fritt mjukvaruprojekt är projektet beroende av donationer och av att folk köper CD-uppsättningar. Större delen av donationerna kommer från privatpersoner, även om vissa större projekt har gjort donationer.

## Mål
OpenBSDs mål är att fokusera på portabilitet, standardiseringskompatibilitet, korrekthet, förebyggande datorsäkerhet och integrerad kryptografi.

## Licenser och öppen dokumentation
Ett viktigt mål för OpenBSD är att all mjukvara som utvecklas är fri att användas och modifieras av den som så önskar. När OpenBSD projektet startades installerades en öppen anonym CVS-server med allmän läsbehörighet. Detta var ovanligt på den tiden då det ansågs att enbart utvecklarna skulle ha tillgång till koden, och att allmänheten endast skulle ha tillgång till släppta versioner av operativsystemet. Det är bland annat på grund av den öppna källkoden som projektet heter OpenBSD.
När Darren Reed 2001 ändrade sin licens till IPF (Internet Packet Filter) gjorde man en genomgång av licenserna till större delen av OpenBSDs kodbas och portningar. På grund av licensändringen av IPF utvecklade Daniel Hartmeier PF (Packet Filter). PF introducerades i OpenBSD 3.0.
En annan följd av genomgången av licenserna var att all mjukvara av Daniel J. Bernstein (djb) togs bort. Bernsteins mjukvara togs bort ur projektet på grund av att han krävde att få godkänna all distribution av sin mjukvara på förhand.
Theo och OpenBSD-utvecklarna har vid flera tillfällen hamnat i konflikter med hårdvaruföretag som inte velat ge dem hårdvarudokumentation om de inte först skrivit på tystnadspliktsavtal (så kallade NDA-avtal, eller Non-Disclosure Agreements). Under 2003 fördes omfattande diskussioner med Sun angående dokumentationen till Ultra Sparc III.
Ett annat bråk som blev uppmärksammat var konflikten med Adaptec 2005. OpenBSD-utvecklarna ansåg att Adaptecs hårdvara var så fylld med problem och buggar att de krävde intern dokumentation från Adaptec för att kunna skriva en vettig drivrutin.. Resultaten av bråket blev att stödet för Adaptecs RAID-enheter togs bort ur GENERIC-kärnan.
Det har även varit en del bråk med GPL-folk angående licenser och kod som utbyts mellan till exempel Linux och OpenBSD. I april 2007 skrev Michael Buesch till Linux-kärnans wireless-mailinglista och påpekade att en utvecklare från OpenBSD hade lagt till kod i OpenBSDs CVS-server som var hans licenserade GPL-kod men utan GPL-licenshuvudet. Detta ansåg Theo de Raadt vara en mycket omänsklig handling som Michael Buesch gjorde..

## Säkerhet
Ett av OpenBSDs mål är förebyggande säkerhet. Detta innebär:
- Full öppenhet
- Kodanalys
- Ny teknik
- Inbyggd säkerhet
- Kryptografi

OpenBSD har länge på sin webbplats förstasida haft information om hur många säkerhetshål i standardinstallationen som kan utnyttjas från en fjärrdator. Antalet var noll fram till juni 2002 då Mark Dowd från Internet Security Systems (ISS) upptäckte en bugg i OpenSSH. Fram till dess var OpenBSDs slogan:
No remote computer hole in the default install, in nearly 6 years.
Detta ändrades nu till:
One remote hole in the default install, in nearly 6 years!
13 mars 2007 ändrades detta igen då Core Security upptäckte en bugg i IPv6-stacken. Ny slogan för OpenBSD blev då:
Only two remote holes in the default install, in more than 10 years!
I juli 2009 ändrades återigen texten till:
 Only two remote holes in the default install, in a heck of a long time!
OpenBSD blev kritiserat för hur de hanterade Core Securitys rapportering av buggen, då OpenBSD-utvecklarna först sa att den publicerade korrigeringen var en stabilitetsfix och inte en säkerhetsfix. Efter att Core Security utvecklat programkod som bevisade att säkerhetshålet kunde utnyttjas på det sätt man beskrivit, ändrade man sig på OpenBSDs sida till att detta var en säkerhetsfix.
OpenBSD har utvecklat flera nya säkerhetslösningar, och har varit först med att integrera säkerhetstekniker som publicerats av andra. Dessa är:
- ProPolice – ProPolice är patchar till GCC som löser de flesta problemen med överskrivning av stacken. Tekniken är att generera ett så kallat canary word som sedan läggs på stacken. Om detta värde har skrivits över innebär det att en stacköverskrivning har skett. Funktionen är aktiverad för alla arkitekturer utom hppa.
- W^X – W^X eller W XOR X eller Write Xor Execute är en teknik som innebär att data på minnesadresser antingen kan vara exekverbara eller skrivbara, men inte båda samtidigt. Varje sida i minnet är definierad som en exekverbar eller en skrivbar minnesarea, vilket skiljer sig från de flesta andra operativsystem. Funktionen är aktiverad för de flesta arkitekturerna, men inte alla.
- StackGhost – StackGhost är en teknik för Sparc- och Sparc64-baserade datorer som skyddar mot stacköverskrivningar.

## Release
Var sjätte månad fryser projektet kodbasen och en ny version publiceras. Detta brukar ske 1 maj och 1 november, och har gjorts sedan version 2.0. Version 5.8, släpptes 18 oktober 2015, vilket på dagen markerar 20 år sedan Theo de Raadt öppnade källkoden(via cvs) för andra utvecklare. Varje utgåva brukar ha ett tema och det släpps minst en låt som har anknytning till temat. Temat för 5.8 var 20-årsjubiléet. Temat för OpenBSD 4.1 var OpenBSDs problem med olika hårdvarutillverkare, och låten hette "Puffy Baba and the 40 Vendors". Exempel på ännu tidigare teman är Blob (som handlade om operativsystem som inkluderar binärer som de ej har kod till) och Hackers of the lost RAID (som handlade om bråket med Adaptec).

## Arkitekturer
Ett av målen för OpenBSD är att vara portabelt. För närvarande har OpenBSD stöd för följande datorarkitekturer:
- Alpha DEC Alpha-baserade system.
- amd64 AMD64-baserade system.
- ARMish ARM-baserade system.
- hp300 Hewlett-Packard HP 9000 serie 300 och 400.
- hppa Hewlett-Packard Precision Architecture (PA-RISC).
- i386 Standard PC och kloner baserade på Intel i386-arkitekturen och kompatibla processorer.
- Landisk IO-DATA Landisk-system (som USL-5P) baserade på SH4-processorn.
- Luna88k Omron LUNA-88K- och LUNA-88K2-arbetsstationer.
- mac68k Motorola 680x0-baserade Apple Macintosh med MMU.
- macppc Apple PowerPC-baserade maskiner, från iMac och framåt.
- mvme68k Motorola 680x0-baserade VME system.
- mvme88k Motorola 881x0-baserade VME system.
- SGI SGI MIPS-baserade arbetsstationer.
- Sparc Sun Sun4, Sun4c och Sun4m SPARC-system.
- Sparc64 Sun UltraSPARC-system.
- VAX Digital VAX-baserade system.
- Zaurus Sharp Zaurus C3x00 PDA.

## OpenBSD-projekt
OpenBSD-projektet har även startat ett antal underprojekt.
- OpenSSH - en BSD-licenserad SSH-daemon och klient. OpenSSH startades av Theo DeRaadt och OpenBSDs utvecklare 1999 för att utveckla en fri version av protokollet SSH. Första versionen av OpenSSH dök upp i OpenBSD 2.6. OpenSSH är ett av världens mest använda fria program. Trots att programmet är så spritt har projektet haft problem med att så få företag har donerat till projektet[17].
- OpenBGPD - en BSD-licenserad implementation av BGP. Inkluderar även en OSPF-implementation. Första versionen av OpenBGPD dök upp i OpenBSD 3.5. Huvudutvecklarna av OpenBGPD är Henning Brauer och Claudio Jeker. Första versionen av OpenOSPFD dök upp i OpenBSD 3.7 och huvudutvecklaren är Esben Nørby.
- OpenNTPD - en BSD-licenserad NTP-server och klient. Första versionen av OpenNTPD dök upp i OpenBSD 3.6 och huvudutvecklaren är Henning Brauer. Den portabla versionen utvecklas av Darren Tucker.
- OpenCVS - en BSD-licenserad CVS-implementation. OpenCVS är fortfarande på utvecklingsstadiet och har ännu inte haft en officiell release.

## OpenBSD-böcker
Ett antal böcker som rör OpenBSD har utgivits. Några av dessa är:
- The OpenBSD Command-Line Companion, 1st ed. av Jacek Artymiak. ISBN 83-916651-8-6.
- Building Firewalls with OpenBSD and PF: Second Edition av Jacek Artymiak. ISBN 83-916651-1-9.
- Mastering FreeBSD and OpenBSD Security av Yanek Korff, Paco Hope och Bruce Potter. ISBN 0-596-00626-8.
- Absolute OpenBSD, Unix for the Practical Paranoid av Michael W. Lucas. ISBN 1-886411-99-9.
- Secure Architectures with OpenBSD av Brandon Palmer och Jose Nazario. ISBN 0-321-19366-0.
- The OpenBSD PF Packet Filter Book: PF for NetBSD, FreeBSD, DragonFly and OpenBSD publicerad av Reed Media Services. ISBN 0-9790342-0-5.
- Building Linux and OpenBSD Firewalls av Wes Sonnenreich och Tom Yates. ISBN 0-471-35366-3.
- The OpenBSD 4.0 Crash Course av Jem Matzan. ISBN 0-596-51015-2.
- The Book of PF A No-Nonsense Guide to the OpenBSD Firewall av Peter N.M. Hansteen ISBN 978-1-59327-165-7.
- Absolute OpenBSD 2nd Edition, Unix for the Practical Paranoid av Michael W. Lucas. ISBN 978-1-59327-476-4.